# Оцеола, вождь семінолів
«Оцео́ла, вождь семіно́лів» — історико-пригодницький роман англійського письменника Майн Ріда, написаний 1858 року.
У романі описуються події Другої семінольської війни. Головний герой роману — молодий плантатор Джордж Рендольф, змушений розриватися між військовим обов'язком і захистом своєї сім'ї й прихильністю до друга дитинства — індіанського вождя Оцеоли, символу надії індіанського народу в боротьбі за незалежність.
За романом знято фільм «Оцеола».

## Дійові особи
- Джордж Рендольф — молодий плантатор
- Вірджинія Рендольф — молодша сестра Джорджа
- Жовтий Джек — мулат, колишній працівник плантації
- Чорний Джек — негр, працівник плантації, слуга і зброєносець Джорджа
- Віола — квартеронка, об'єкт уваги Жовтого Джека і Чорного Джека
- Оцеола (він же Павелл) — метис, друг дитинства Рендольфа, який врятував йому життя
- Маюмі — сестра Оцеоли, об'єкт уваги Рендольфа
- Старий Гікмен — мисливець на алігаторів
- Джим Везерфорд — мисливець на алігаторів
- Ринггольд-старший — багатий плантатор, прихильник переселення індіанців
- Аренс Ринггольд — син Ринггольда-старшого
- Нед Спенс — спільник Ринггольда-молодшого
- Білл Вільямс — спільник Ринггольда-молодшого
- Чарльз Галлахер — друг дитинства Рендольфа, задерикувата і життєрадісна людина
- Хадж-Єва — напівбожевільна відьма, що живе в джунглях
- Скотт — лейтенант, ад'ютант штабу
- Дункан Ламонт Клінч — головнокомандувач армії США
- Вайлі Томпсон — урядовий агент
- Онопа — «міко-міко», верховний вождь індіанців, противник переселення
- Хойтл-метті — індіанський вождь, противник переселення
- Оматла — індіанський вождь, прихильник переселення
- Чорна Глина — індіанський вождь, прихильник переселення